# Opština Vrbas

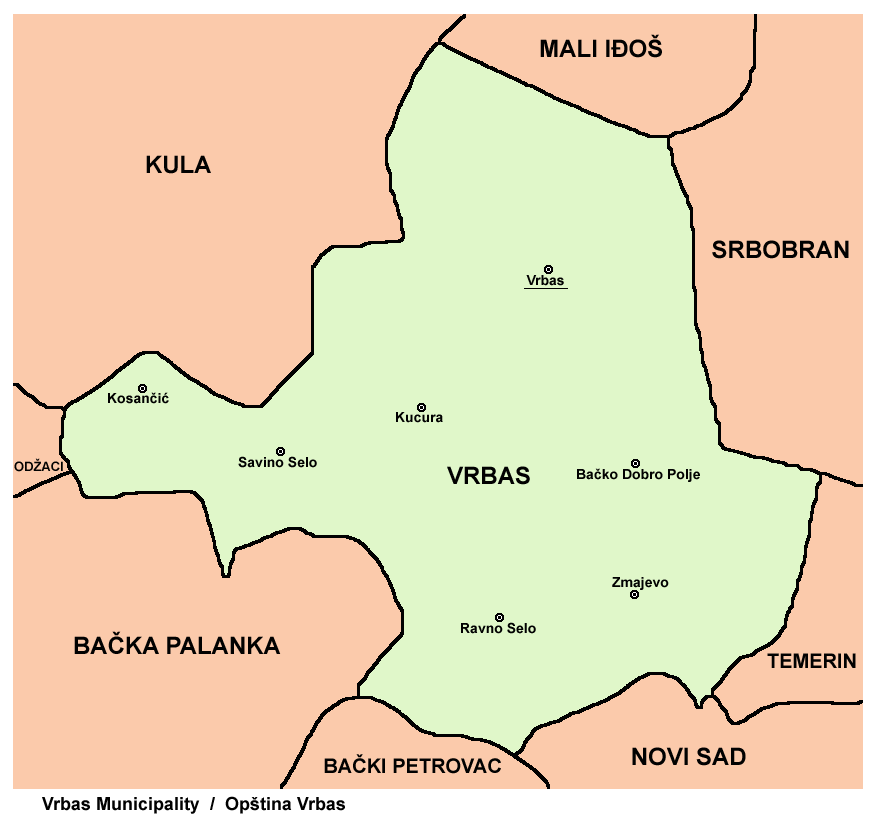

Die Opština Vrbas ist eine Opština im Okrug Južna Bačka in Serbien. Sie hat etwa 42.000 Einwohner. Verwaltungssitz und einzige und größte Stadt ist Vrbas.

## Ortschaften
| Serbisch          | Ungarisch       | Deutsch                   |
|                   |                 |                           |
| Bačko Dobro Polje | Kiskér          | Kleinker oder Klein Keer  |
| Kosančić          | Péklapuszta     |                           |
| Kucura            | Kucora          | Kutzura                   |
| Ravno Selo        | Ósóvé és Újsóvé | Alt-Schowe und Neu-Schowe |
| Savino Selo       | Torzsa          | Torschau                  |
| Vrbas             | Verbász         | Werbass                   |
| Zmajevo           | Ókér            | Altker oder Alt Keer      |
|                   |                 |                           |